# 290 هـ
290 هـ هي سنة في التقويم الهجري امتدت مقابلةً في التقويم الميلادي بين سنتي 902 و903.

## وفيات
- أبو حمزة الخراساني
- عبد الله بن أحمد بن حنبل